# Scott Brayton
Pour les articles homonymes, voir Brayton.

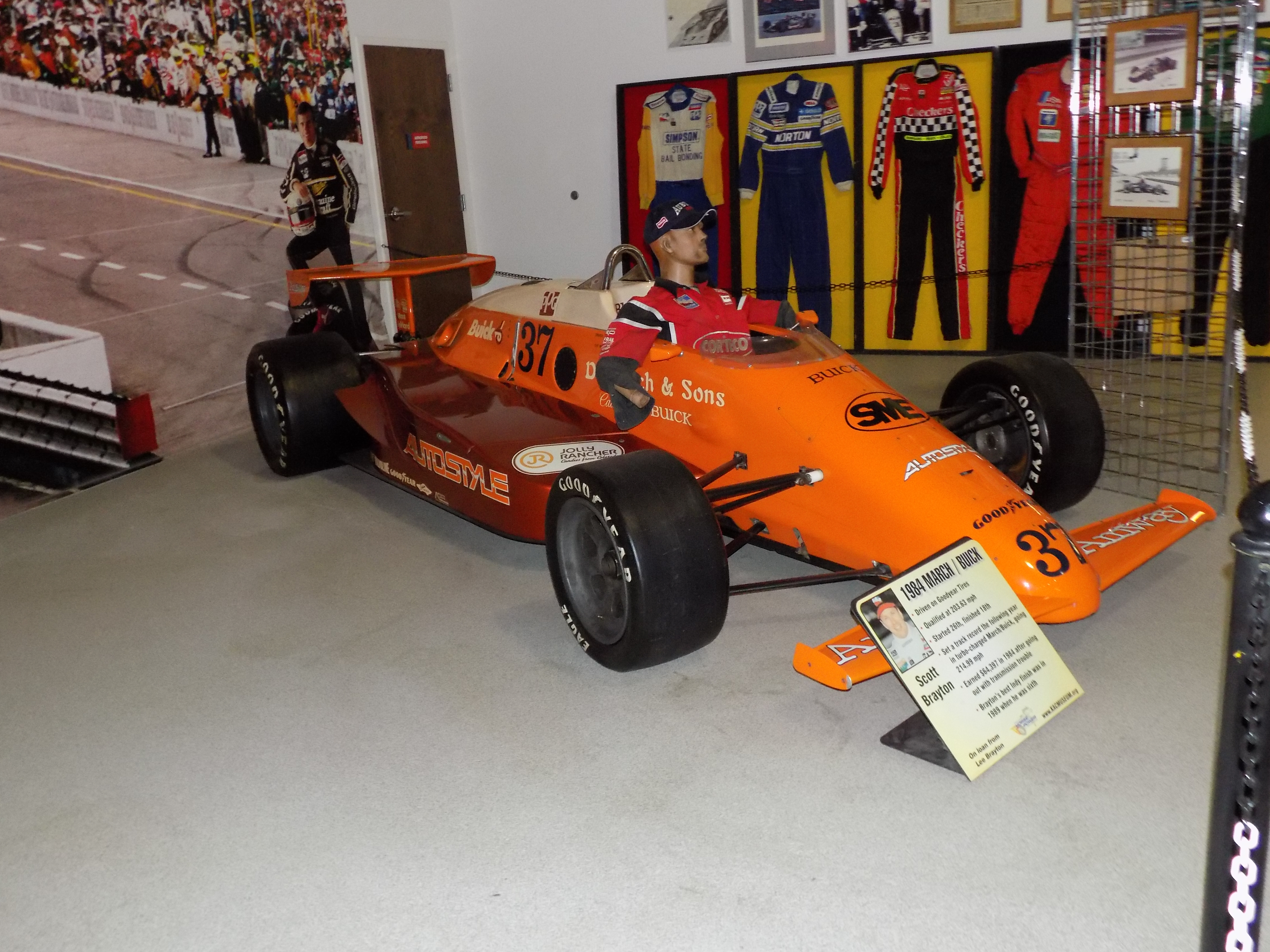

Scott Brayton (né le 20 février 1959 à Coldwater, Michigan – décédé le 17 mai 1996 à Indianapolis, Indiana dans un accident survenu lors des essais des 500 Miles d'Indianapolis) était un pilote automobile américain.

## Biographie
Animateur régulier des pelotons du championnat CART et des 500 Miles d'Indianapolis tout au long des années 1980, Scott Brayton s'est paradoxalement révélé au moment où sa carrière déclinait. En 1995, alors qu'il n'a plus de volant pour l'ensemble du championnat, il décroche la pole position de l'Indy 500 au nez et à la barbe de tous les favoris. Il connaît moins de réussite en course, où des ennuis de moteur l'éloignent rapidement de la lutte pour les premières places.
En 1996, à la suite du schisme CART/IRL et à l'absence à Indianapolis des meilleurs pilotes, il fait figure de favori de l'épreuve, un statut qu'il justifie en décrochant sa deuxième pole position consécutive. Mais quelques jours plus tard, il trouve la mort dans une séance d'essais libres à la suite de l'éclatement d'un de ses pneus à haute vitesse. 
En hommage au pilote disparu, les organisateurs de l'Indianapolis 500 ont institué en 1997 le Scott Brayton Trophy. Il récompense le pilote qui a fait preuve de la plus grande ténacité tout au long de l'épreuve. L'astéroïde (32571) Brayton lui a également été dédié.